# Libavské Údolí
Libavské Údolí település Csehországban, a Sokolovi járásban. Libavské Údolí Březová, Šabina és Kynšperk nad Ohří településekkel határos. Lakosainak száma 535 fő (2024. január 1.).

## Népesség
A település lakosságának változását az alábbi diagram mutatja:
| Lakosok száma | 296  | 694  | 1115 | 731  | 587  | 590  | 590  | 543  | 489  | 535  |
|               | 1869 | 1900 | 1921 | 1961 | 1980 | 2011 | 2016 | 2019 | 2021 | 2024 |